# Brownstown (Illinois)
Brownstown és una població del Comtat de Fayette a l'estat d'Illinois (Estats Units d'Amèrica).

## Demografia
Segons el cens del 2000, Brownstown tenia 705 habitants
, 293 habitatges, i 189 famílies. La densitat de població era de 432,1 habitants/km².
Dels 293 habitatges en un 31,1% hi vivien nens de menys de 18 anys, en un 50,2% hi vivien parelles casades, en un 11,3% dones solteres, i en un 35,2% no eren unitats familiars. En el 31,1% dels habitatges hi vivien persones soles el 16,4% de les quals corresponia a persones de 65 anys o més que vivien soles. El nombre mitjà de persones vivint en cada habitatge era de 2,39 i el nombre mitjà de persones que vivien en cada família era de 2,93.
Per edats la població es repartia de la següent manera: un 25,2% tenia menys de 18 anys, un 9,5% entre 18 i 24, un 27% entre 25 i 44, un 21,8% de 45 a 60 i un 16,5% 65 anys o més.
L'edat mediana era de 38 anys. Per cada 100 dones de 18 o més anys hi havia 78,6 homes.
La renda mediana per habitatge era de 28.839 $ i la renda mediana per família de 33.750 $. Els homes tenien una renda mediana de 28.438 $ mentre que les dones 21.250 $. La renda per capita de la població era de 15.239 $. Aproximadament el 9,9% de les famílies i el 14,8% de la població estaven per davall del llindar de pobresa.

## Poblacions més properes
El següent diagrama mostra les poblacions més properes.